# World of Tanks
World of Tanks – komputerowa gra symulacyjna typu MMO wyprodukowana i wydana w 2010 roku przez Wargaming.net. Gra oparta jest na modelu płatności free-to-play.
Rozgrywka skupia się na bitwach pancernych pomiędzy graczami w interakcji player versus player z wykorzystaniem różnego typu wozów bojowych. Gracz ma do dyspozycji ponad 650 pojazdów: czołgów (lekkich, średnich, ciężkich), artylerii samobieżnej, pojazdów kołowych oraz niszczycieli czołgów z okresu od I wojny światowej aż po wczesną zimną wojnę, pochodzących ze Stanów Zjednoczonych, Czechosłowacji, ZSRR, III Rzeszy, Francji, Wielkiej Brytanii, Chin, Japonii, Szwecji, Włoch i Polski. Pojazdy występujące w grze w części są oparte na swoich historycznych odpowiednikach, lecz zmodyfikowane ze względów praktycznych dla rozgrywki, zaś w części bazują na wczesnych projektach lub są to czysto fikcyjne pojazdy.
W styczniu 2013 gra została wpisana do Księgi rekordów Guinnessa w kategorii „największej liczby graczy zalogowanych jednocześnie na jednym serwerze gry MMO”.

## Rozgrywka
Na początku gracz otrzymuje do swojej dyspozycji po jednym czołgu z każdego państwa (Niemiec, ZSRR, Stanów Zjednoczonych, Włoch, Francji, Wielkiej Brytanii, Chin, Japonii, Czechosłowacji, Polski i Szwecji). W miarę zdobywania doświadczenia i kredytów może kupować ulepszenia do danego czołgu oraz rozwijać drzewo technologiczne, które pozwala na odblokowanie kolejnych pojazdów. Ulepszenia pojazdu obejmują silnik, wieżę, układ jezdny, działo oraz radio, co pozwala na eksperymenty i zwiększenie potencjału bojowego. Wszystkie modyfikacje mają swoje historyczne uzasadnienie – istniały jako prototypy lub zostały wprowadzone w rzeczywistości.
Gra posiada również system rozwoju załogi – bardziej doświadczona załoga będzie sprawdzała się lepiej na placu boju; załoga z wyszkoleniem 100% będzie szybciej ładowała, naprawiała oraz sprawniej obsługiwała czołg gracza w porównaniu do załogi z mniejszym procentowo wyszkoleniem. Dodatkowo doświadczeni członkowie załogi mogą uczyć się nowych zdolności tzw. perków np. szósty zmysł pozwala dowódcy na określenie czy jego pojazd został wykryty przez wroga. Gracz ma także możliwość zamontowania sprzętu dodatkowego do swojego czołgu, począwszy od siatek kamuflażowych, które zmniejszają ryzyko zauważenia czołgu przez wroga, a kończąc na nowoczesnych systemach naprowadzania (które zwiększają szybkość celowania działa) lub dosyłaczach (które przyspieszają ładowanie działa).
Istnieje także sprzęt eksploatacyjny, na przykład apteczka, która leczy rannego członka załogi, czy zestaw naprawczy, który naprawia uszkodzony lub zniszczony moduł czołgu do pełnej wartości, w odróżnieniu od automatycznej naprawy, która moduł ciężko uszkodzony naprawia jedynie do stanu lekko uszkodzonego.

### System zniszczeń
System uszkodzeń czołgów jest wielopoziomowy i zależy od wielu parametrów. Prawdopodobieństwo przebicia pancerza jest uzależnione od parametru penetracji wystrzelonego pocisku, odległości do celu oraz grubości i stopnia nachylenia pancerza w miejscu trafienia. Dodatkowo przy ostrzale wrogiego pojazdu występuje prawdopodobieństwo zerwania gąsienicy, uszkodzeń modułów (na przykład mechanizmu obrotu wieży) czy zapalenia silnika. Przykładowo trafienie w silnik czasem spowoduje jego unieruchomienie, a uszkodzenie wieży skutkuje spowolnieniem jej obrotu aż do momentu jej naprawienia. Istnieje funkcja naprawy, dzięki której po pewnym czasie uszkodzone elementy zostaną zreperowane, ale będą miały zmniejszone możliwości, np. jeżeli silnik zostanie uszkodzony, po naprawie będzie pracował tylko na połowie mocy, uszkodzone działo będzie miało mniejszą celność, uszkodzone radio spowoduje zmniejszony zakres komunikacji, uszkodzona wieża będzie wolniej się obracać itp. Istnieje również możliwość zranienia członka załogi. Ranny czołgista będzie pracował mniej wydajnie i otrzyma również mniej doświadczenia za bitwę. W przypadku zranienia wszystkich załogantów czołg uznawany jest za zniszczony.

### Tryby rozgrywki
World of Tanks oferuje następujące tryby rozgrywki:
- bitwa losowa – bitwa z udziałem dwóch 15-osobowych, losowo dobieranych zespołów składających się z pojazdów na zbliżonym poziomie (do poziomu 3 można spotkać w bitwie czołgi co najwyżej jeden poziom wyższy; od 4 poziomu maksymalnie 2 poziomy wyższe[19]); istnieje możliwość grania z jednym lub dwoma znajomymi w jednym zespole po uprzednim zebraniu się w tzw. plutonie:
  - bitwa standardowa – zespoły mają za zadanie zajęcie bazy wroga lub zniszczenie wszystkich pojazdów przeciwnej drużyny,
  - szturm – jeden zespół atakuje, podczas gdy drugi ma za cel obronić bazę,
  - bitwa spotkaniowa – dwa zespoły mają za cel zdobyć bazę umiejscowioną na środku mapy lub w miejscu tak samo oddalonym od punktów startowych obu drużyn,
- wielka bitwa – odmiana bitwy losowej, do której można trafić jedynie najwyższym poziomem czołgu (10), jedyną różnicą pomiędzy losową to ilość graczy na drużynę 30 vs. 30, standardowo jest 15 vs. 15. Bitwa dostępna jest na trzech mapach: Nebelburg, Klondike i Zaplecze.
- mapa globalna – tryb pozwalający na walki zespołów liczących do 100 graczy, polegający na zdobywaniu terytoriów na mapie świata; zespoły zaczynają w lokacjach startowych, w miarę postępów otrzymują dostęp do kolejnych terytoriów,
- bitwy rankingowe – bazują na zasadach bitew losowych, lecz gracze dobierani są na podstawie ich doświadczenia i są dostępne wyłącznie dla pojazdów poziomu 10; można w nich uczestniczyć jedynie w określonym okresie, zwanym sezonem; każdy sezon trwa 21 dni,
- twierdze – tryb polegający na budowaniu twierdz przez klany. Do udziału w tym trybie klan musi mieć powyżej 20 członków. W tym trybie dostępna jest nowa waluta: surowce przemysłowe, za pomocą których można budować fortyfikacje dające sporo korzyści. Surowce przemysłowe można zdobywać w bitwach znanych jako potyczki, gdzie walczą tylko członkowie klanu. Po zbudowaniu odpowiednich budynków dostępne będą rezerwy i bojowy sprzęt eksploatacyjny. Rezerwy to ograniczone czasowo dodatki dające wszystkim klanowiczom korzyści takie jak: zwiększona ilość zdobywanych kredytów, zwiększona ilość zdobywanego doświadczenia i zwiększona ilość zdobywanego wolnego doświadczenia. Są one wybierane przez dowódcę lub zastępcę dowódcy klanu. Bojowy sprzęt eksploatacyjny to sprzęt, którego będzie można używać podczas bitew o twierdze, przy ataku lub obronie. Są to np. miny, bombowce i wsparcie artyleryjskie. Do udziału w obronie lub ataku twierdz, można wynająć do pięciu „najemników”, którzy nie są członkami klanu.
- linia frontu – tryb udostępniany cyklicznie od 2018; tryb polega na walkach drużyn, z których każda składa się z 30 graczy; udostępniono w nim czołgi VIII poziomu, w roku 2021 testowano również czołgi IX poziomu[20][21][22].

#### Niedostępne tryby gry
- bitwa drużynowa – tryb polegający na bitwie dwóch zespołów składających się z maksymalnie siedmiu graczy; system dobierania zespołów oparty był na poziomie doświadczenia graczy, co pozwalało na grę z graczami o podobnym poziomie gry[23]. Bitwy te były ograniczone od VI poziomu do VIII. Zostały wycofane w poprawce 1.6[24].
- bitwa historyczna – bitwa polegająca na starciu pojazdów dwóch nacji z ograniczeniami co do dostępnych pojazdów, amunicji i modułów usprawiedliwionych historycznie[25]; bitwy te nie polegają na starciu 15/15 lecz innej, odgórnie określonej, liczbie pojazdów. Nie są natomiast określane liczby konkretnych typów pojazdów na bitwę.
- tryb futbolowy – z okazji mistrzostw świata w Brazylii 12 czerwca 2014 została wprowadzona nowa mapa i czołg, który otrzyma każdy gracz zarejestrowany przed tym terminem[26]; tryb ten pojawił się ponownie z okazji Euro 2016 i Mundialu 2018 w Rosji[27], tym razem oferował trzy mapy-stadiony[28].
- natarcie lewiatana – tryb udostępniony w 2017 na okres Halloween. Oferował on rozgrywkę dwoma nowymi pojazdami z funkcją wielowieżową rozgrywkę PvP oraz PvE z lewiatanem i jego piętnastoma sługami.
- tryb I Wojny Światowej (konwój) – tryb wydany na stulecie istnienia czołgów 15 września 2016 roku (1916-2016). Tryb, w którym mogliśmy wziąć udział w Bitwie nad Sommą, grając pojazdem Lanchester Armoured Car. Naszą misją było eskortowanie bądź atakowanie pojazdu Mark I. Ów pojazd jechał przez środek mapy (sterowany przez komputer) aby zająć bazę. W samej bitwie było 7 na 7 graczy (atakujący i obrońcy).
- tryb Waffenträger – w latach 2020-2022, polegał na walce kilkuosobowych drużyn z czołgiem Waffenträger auf E 110, prowadzonym przez jednego gracza[29][30].

### Jednostki
W grze występuje pięć klas pojazdów – czołgi lekkie, średnie i ciężkie, niszczyciele czołgów oraz artyleria samobieżna. Każdy pojazd przypisany jest do jednego z 10 poziomów (ang. tier), który określa stopień zaawansowania pojazdu. Rozpoczynając, gracz ma do dyspozycji wyłącznie pojazdy pierwszego poziomu, a dostęp do kolejnych modeli, zorganizowanych w drzewa technologiczne (oddzielne dla każdego państwa), uzyskuje wydając na nie zdobyte w trakcie gry punkty doświadczenia i kredyty niezbędne do zakupu. Dodatkowo istnieje niewielka liczba pojazdów nieznajdujących się w żadnej gałązce technologii (tzw. „czołgi premium”), które można otrzymać za złoto (to z kolei nabywane jest za realne pieniądze) lub kupić na stronie, bądź przyznawane są okolicznościowo (m.in. za udział w beta testach, zakup pudełkowej wersji gry, w ramach promocji dla nowych graczy, wygranie kampanii wojen klanów lub prezenty z okazji świąt lub ważnych dat). Pojazdy te często są konstrukcjami zagranicznymi (zdobycznymi bądź pochodzących od wojsk sojuszniczych) lub prototypowymi.

### Klany
Gra oferuje możliwość stworzenia klanu, dołączenia do niego oraz rywalizacji pomiędzy innymi o zdobyte tereny na mapie świata. Do jednego klanu może dołączyć aż stu graczy (razem z założycielem). Dzięki klanowi można rozdawać zdobyte złoto z podbitych terenów między innych graczy, czy też można stoczyć walkę o nie na globalnej mapie.

### Plutony
Gracze od wersji 8.5 mają możliwość wspólnej gry do trzech graczy naraz w jednej bitwie bez posiadania konta premium, wcześniej mogło w ten sposób grać jedynie dwóch użytkowników bez konta premium, oraz bez ograniczeń co do poziomu czołgów. Dzięki temu gracze należący do plutonu mają możliwość gry razem w jednej drużynie podczas bitwy losowej.

## Produkcja i rozwój
Pierwsze prace nad grą rozpoczęły się wiosną 2008 roku. Gra zapowiedziana została przez studio Wargaming.net 24 kwietnia 2009 roku. We wrześniu rozpoczęły się testy rosyjskiej wersji alfa, zawierającej jedynie pięć czołgów i jedną mapę. W następnych miesiącach wydawca umożliwiał udział w zamkniętych testach wersji alfa i beta przeznaczonych dla graczy z Rosji i Europy. Premiera gry w języku rosyjskim odbyła się 12 sierpnia 2010 roku.
Od momentu premiery World of Tanks jest bezustannie wspierane przez twórców. Udostępniane regularnie łatki, poza standardową zawartością eliminującą błędy i usprawniającą działanie, oferują również elementy rozwijające grę, w tym między innymi pakiety językowe, nowe mapy, tryby rozgrywki czy rodzaje czołgów.

### World of Tanks Blitz
W maju 2013 roku twórcy ogłosili udostępnienie mobilnej wersji, zatytułowanej World of Tanks Blitz na tablety i smartfony z systemem Microsoft Windows, Android oraz iOS. Zamknięty test beta rozpoczął się 19 marca i zakończył 3 kwietnia 2014 roku. Gotowy produkt został wydany 5 maja 2014 roku tylko na iOS w kilku krajach europejskich: Norwegii, Szwecji, Finlandii, Danii i Islandii. Wersja na Androida została wydana 4 grudnia 2014 roku, natomiast wersja na Windows 30 października 2015 roku.
W wersji Blitz, występuje inne rozłożenie pojazdów w drzewku technologicznym. Czołgi fińskie, polskie, szwedzkie, włoskie oraz czechosłowackie są umieszczone w jednym drzewku technologicznym, jako nacja europejska. Ponadto w grze występuje nacja hybrydowa, składająca się tylko z pojazdów kolekcjonerskich lub premium, których nie można zbadać poprzez doświadczenie i kredyty, tylko można je kupić za realne pieniądze, walutę premium, lub są do wygrania w specjalnych wydarzeniach.

### World of Tanks Console
W czerwcu 2013 roku na targach E3 w Los Angeles zapowiedziano wydanie World of Tanks Console na Xboksa 360. Gra została opracowana wraz z Wargaming Chicago-Baltimore (dawniej: Day 1 Studios). 3 października 2013 roku gra weszła w fazę testów beta. Gotowy produkt został wydany 12 lutego 2014 roku na Xboksa 360, 17 września 2015 roku na ekspozycji Tokyo Game Show Wargaming ogłosił wydanie wersji na PlayStation 4, 19 stycznia 2016 roku odbyła się oficjalna premiera. 21 lipca 2020 roku wraz z aktualizacją 5.0 wyłączono dostęp do serwerów dla wersji na starszą konsolę i zapowiedziano, że konto oraz postępy będzie można przenieść na Xboksa One. Pojawiła się rozgrywka międzyplatformowa łącząca graczy Xbox One i PlayStation 4. Wraz z powstaniem nowej generacji konsol PlayStation 5 oraz Xbox Series X/S Wargaming dostosował grę do nowych możliwości, wprowadzono rozdzielczość 4K, 60 FPS-ów oraz wsparcie dla HDR.

## Odbiór gry
Gra World of Tanks otrzymała nagrodę „Best New Concept” przyznaną na targach E3 w 2010 roku za najbardziej innowacyjną produkcję oraz nagrodę dla najlepszej gry sieciowej w 2010 roku przyznanej w Moskwie podczas Game Developers Conference. W 2012 gra otrzymała nagrodę European Games Award jako najchętniej wybierana gra z gatunku MMO, a firma Wargaming.net zdobyła tytuł najlepszego europejskiego wydawcy oraz Golden Joystick Award dla najlepszej gry MMO.
W lutym 2013 roku liczba zarejestrowanych graczy przekroczyła 50 milionów. Gra została wpisana do Księgi rekordów Guinnessa w kategorii „największej liczby graczy zalogowanych jednocześnie na jednym serwerze gry MMO” (21 stycznia 2013 na jednym z serwerów rosyjskich zalogowanych było 190 541 graczy). Wcześniejszy rekord również należał do tej gry – 23 stycznia 2011 na serwerze było 91 311 osób.